# (6496) Kazuko
(6496) Kazuko (1992 UG2) – planetoida z pasa głównego asteroid okrążająca Słońce w ciągu 4,17 lat w średniej odległości 2,59 j.a. Odkryta 19 października 1992 roku.